# Belle Toujours
Belle Toujours är en film från 2006 regisserad av den då 97 år gamle Manoel de Oliveira. Filmen är en fristående fortsättning av Luis Buñuels Belle de jour - dagfjärilen. 

## Handling
Efter 38 år tycker sig Henri se Séverine, han följer efter henne och tvingar henne möta det förflutna och med sadism tar han en långsam och smärtsam hämnd på henne.

## Om filmen
Filmen spelades in den 28 januari–4 mars 2006 i Lissabon och Paris. Den hade världspremiär vid filmfestivalen i Venedig den 8 september samma år. Filmen var Portugals bidrag i kategorin bästa utländska film vid Oscarsgalan 2008, men blev inte nominerad.

## Rollista
- Michel Piccoli – Henri Husson
- Bulle Ogier – Séverine Serizy
- Ricardo Trêpa – bartender
- Leonor Baldaque – ung prostituerad
- Júlia Buisel – gammal prostituerad
- Lawrence Foster – sig själv

### Webbkällor
- Belle Toujours på Internet Movie Database (engelska)